# 454 aC
El 454 aC va ser un any del calendari romà prejulià. Era l'any 300 ab urbe condita, o de la fundació de Roma. La denominació 454 aC per a aquest any s'ha emprat des de l'edat mitjana, quan el calendari Anno Domini va ser el mètode més usat a Europa per a anomenar els anys.

## Esdeveniments
- Les forces de l'Imperi Aquemènida encapçalades pel general Megabazos van derrotar els aliats grecs d'Egipte i van aconseguir el control de la zona. Els grecs que s'havien refugiat en una illa del delta del Nil van ser massacrats i va ser destruïa una flota que arribava a auxiliar-los.[2][3]
- Després del fracàs de l'expedició a Tessàlia, Pèricles va dirigir un exèrcit que des de Peges va envair territori de Sició, i va derrotar els seus habitants. Amb algunes forces dels aqueus es va dirigir a Acarnània i va assetjar Eníades sense èxit. Més tard es va fer retornar a Cimó, i Pèricles en va signar el decret. Van acordar que Cimó tindria el comandament fora de l'Àtica i Pèricles a l'Àtica.[4]
- Pèricles ataca la ciutat d'Eníades, a l'Acarnània, però no la va poder ocupar.[5]
- La ciutat de Lilibèon, a Sicília estava en guerra amb Segesta, segons Diodor de Sicília.[6]
- A Roma van ser elegits cònsols Aulus Aterni i Espuri Tarpeu Montà Capitolí. Durant el seu mandat es va aprovar la Lex Aternia Tarpeia, que autoritzava els diversos magistrats romans a castigar amb multa la desobediència a les seves ordres (abans només ho podien fer els cònsols). L'import de la multa no podria passar del valor de dos bous o de 30 ovelles.[7][8]

## Necrològiques
- Alexandre I de Macedònia (data aproximada).[9]